# Poneloya
Poneloya är en badort i kommunen León i västra Nicaragua. Den ligger vid Stillahavskusten, vid norra änden av lång fin sandstand som sträcker sig fyra kilometer söderut till systerorten Las Peñitas vid naturreservatet Isla Juan Venado.

## Befolkning
Poneloya har 1 719 invånare (2005) som livnär sig på havsfiske, turism och räkodling.

## Aktiviteter
Poneloya är en populär badort för folk från staden León, antingen som dagsutflykt eller till semesterhus längs havsstranden, beroende på ekonomiskt välstånd. Det finns utmärkta badmöjligheter, både längs havsstranden och i flodmynningen där Río Telica flyter ut i havet. Man måste dock vara försiktig med havsströmmarna som är starka på vissa ställen. Söderut, halvvägs mot Las Peñitas, bryts stranden av ett par naturliga klippavsatser vid namn La Peña del Tigre (tigerns sorg) och La Peña del Estudiante (studentens sorg).
Poneloya är också känd för sina enkla men utsökta restauranger med färsk fisk och skaldjur som fångats direkt ur havet.

## Transporter
Poneloya nås enkelt via en 18 kilometer lång asfalterad väg från León, dit det går reguljär busstrafik till bussstationen i Sutiava. Till Las Peñitas finns en väg längs kusten cirka hundra meter in från havsstranden.